# Cyrille Souillart
Cyrille Joseph Souillard (Bruay-en-Artois, 20 de enero de 1828 - Lille, 9 de mayo de 1898) fue un astrónomo francés, especialista en los satélites de Júpiter.

## Biografía
En 1851, entró en la Escuela Normal Superior, donde las clases de Victor Puiseux lo iniciaron en la mecánica celeste. Fue profesor de liceo de 1854 a 1873. Presentó una tesis en matemáticas en la universidad de París en 1865. 
En 1873 se convirtió en profesor de mecánica y de 1887 a 1898 fue profesor titular de astronomía en la universidad de Lille. Fue igualmente profesor junto a Joseph Boussinesq en el Instituto industrial de Norte (Escuela central de Lille).
La teoría de los movimientos de los satélites del sistema solar había sido desarrollada por Pierre-Simon de Laplace. El trabajo de Souillard a lo largo de su vida consistió en profundizar en dicha teoría. Félix Tisserand revisó el trabajo de ambos en su Tratado de mecánica celeste en 1896, hablando de la teoría de Laplace-Souillart, y ha sido utilizada para comprender los movimientos de los satélites de Saturno y de Urano.
Souillard participó en la reedición de los trabajos de Laplace en los años 1890. Fue galardonado con el premio Lalande en 1882 y con el premio Damoiseau de la Academia de las Ciencias de Francia en 1886, además de ser nombrado caballero de la Legión de Honor en 1891.

## Obras
- Essai sur la théorie analytique des satellites de Jupiter, Thèse Paris, Gauthier-Villars, 1865[4]
- Théorie analytique des mouvements des satellites de Jupiter, par M. Souillart. 2e partie. Réduction des formules en nombres, Paris : Impr. nationale, 1887[5]